# フォートサムナー
フォートサムナー（Fort Sumner）は、アメリカ合衆国ニューメキシコ州の村。デバカ郡の郡庁所在地である。人口は882人（2024年推計）。村は春と秋にはコロンビア科学観測気球機関の本部となる。

## 歴史
フォートサムナーは、1863年から1868年まで、近隣のナバホとメスカレロ・アパッチの抑留を指示された軍事要塞のサムナー砦であった。また、この町で殺されて埋葬された伝説の無法者、ビリー・ザ・キッドのたまり場でもあった。

## 地理

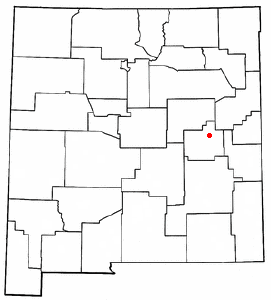
ニューメキシコ州内の位置

フォートサムナーは 北緯34度28分23秒 西経104度14分32秒 / 北緯34.47306度 西経104.24222度に位置している。アメリカ合衆国国勢調査局によると、総面積は8.7 km²で、すべて陸地である。

## 人口動勢
以下は2000年の国勢調査における人口統計データである。
基礎データ
- 人口: 1,249人
- 世帯数: 533世帯
- 家族数: 312家族
- 人口密度: 144.8/km² (374.6/mi²)
- 住居数: 680軒
- 住居密度: 78.8/km² (204.0/mi²）

人種別人口構成
- 白人: 81.91%
- ネイティブ・アメリカン: 0.80%
- アジア人: 0.08%
- その他の人種: 15.29%
- 混血: 1.92%
- ヒスパニック・ラテン系: 48.28%

世帯と家族（対世帯数）
- 世帯数: 533世帯
- 18歳未満の子供がいる: 22.9%
- 結婚・同居している夫婦: 45.8%
- 未婚・離婚・死別女性が世帯主: 9.4%
- 非家族世帯: 41.3%
- 単身世帯: 38.6%
- 65歳以上の老人1人暮らし: 23.3%
- 平均構成人数
  - 世帯: 2.21人
  - 家族: 2.97人

年齢別人口構成
- 18歳未満: 22.4%
- 18-24歳: 5.6%
- 25-44歳: 21.2%
- 45-64歳: 19.5%
- 65歳以上: 31.3%
- 年齢の中央値: 46歳
- 性比（女性100人あたりの男性の人口）
  - 総人口: 92.4人
  - 18歳以上: 86.3人

収入と家計
- 収入の中央値
  - 世帯: 19,583米ドル
  - 家族: 28,625米ドル
  - 性別
    - 男性: 24,722米ドル
    - 女性: 16,953米ドル
- 人口1人あたり収入: 13,327米ドル
- 貧困線以下
  - 対家族数: 20.4%
  - 対人口: 25.3%
  - 18歳未満: 33.9%
  - 65歳以上: 17.1%

## その他
1866年、合衆国政府は数千名のインディアン捕虜を捕らえていた。チャールズ・グッドナイトとオリヴァー・ラヴィングはここでビジネスを思いつき、牛肉を売ることに決めて、空腹の捕虜たちに食べさせた。これによって、優れたテキサスロングホーン牛を欲しがる暴徒との接触を避けるために十分に西に離れたグッドナイト＝ラヴィング・トレイルが出来た。